# Sinfonía n.º 24 (Mozart)

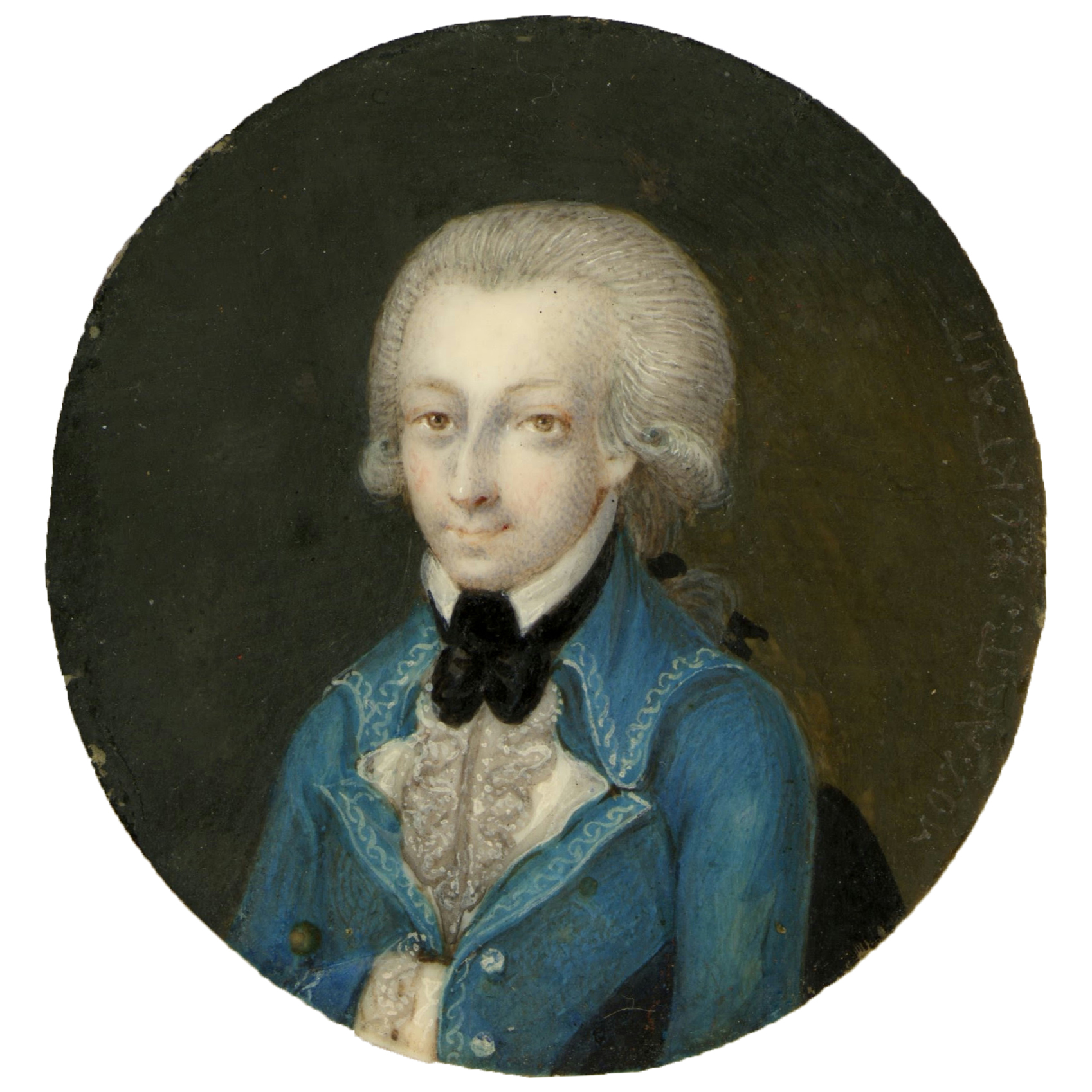
Mozart en 1773.

La Sinfonía n.º 24 en si bemol mayor, K. 182/173dA fue compuesta por Wolfgang Amadeus Mozart y fechada el 3 de octubre de 1773.

## Historia

### Contexto

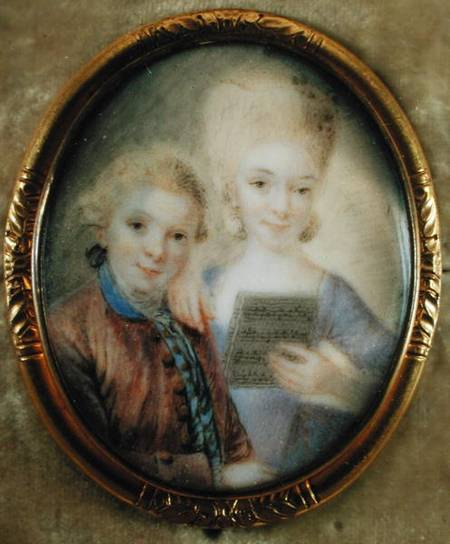
Wolfgang y Nannerl hacia 1763.

La carrera de Mozart como sinfonista había empezado en Londres durante el gran viaje de la familia Mozart por Europa entre junio de 1763 y noviembre de 1766. El padre Leopold Mozart planeó la gira para exhibir a sus prodigiosos hijos, Wolfgang y Nannerl en las principales cortes europeas. En ese tiempo Wolfgang compuso sus primeras obras del género, que tenían una deuda sustancial con las sinfonías de estilo galante italianizante en tres movimientos de Carl Friedrich Abel y Johann Christian Bach; también escuchó las sinfonías de compositores relevantes como Thomas Arne, William Boyce y Giuseppe Sammartini. Posteriormente Leopold y sus hijos pasaron en Viena varios meses de 1768 durante los cuales el joven maestro hizo un esfuerzo consciente por adaptar su estilo sinfónico a los gustos del público vienés, adoptando entre otras cosas la estructura en cuatro movimientos. Una afortunada consecuencia de los largos viajes del compositor en ciernes fue el contacto que le proporcionaron con una generosa muestra representativa de las tradiciones musicales europeas: alemana, británica, francesa e italiana.
El joven compositor y su padre realizaron tres viajes a Italia entre diciembre de 1769 y en mayo de 1773. En este periodo alternó sus visitas con estancias en Salzburgo durante las cuales creó la ópera Mitrídates, rey de Ponto, así como varias sinfonías con apreciable influencia del gusto italiano por la ópera bufa. En 1772 y 1773 el maestro austríaco vivió una etapa de entusiasmo por la escritura sinfónica, produciendo cada año siete nuevas sinfonías (n.º 15 - n.º 27). Después redujo su actividad en este campo y en los dos años siguientes sólo aparecieron tres nuevas piezas del género (n.º 28, 29 y 30).

### Composición
La composición de esta obra se completó el 3 de octubre de 1773 en Salzburgo. Esta es una de las numerosas sinfonías creadas durante el periodo en el que Mozart permaneció en Salzburgo, después de sus viajes por Italia. La partitura autógrafa se conserva en la actualidad en la Staatsbibliothek Preussischer Kulturbesitz de Berlín.

### Estreno y publicación
No se sabe con certeza la fecha y el lugar en que tuvo lugar el estreno de la sinfonía.
La primera edición fue llevada a cabo en 1880 por la editorial Breitkopf & Härtel en Leipzig, que publicó bajo la denominación Wolfgang Amadeus Mozarts Werke, Serie VIII, No. 24 tanto las partes como la partitura completa. Aunque antes de esta edición, la editorial Ewer publicó en 1847 en Londres un arreglo realizado por Carl Czerny, al igual que ocurrió con la Sinfonía n.º 28.

## Instrumentación
La partitura está escrita para una orquesta formada por:
- Viento madera: 2 flautas, 2 oboes y [1 fagot].
- Viento metal: 2 trompas en si bemol.
- Teclado: [clavecín].
- Cuerda: una sección de cuerdas con 2 violines (primero y segundo), viola, violonchelo y contrabajo.

Las flautas traveseras solo aparecen en el segundo movimiento. En las orquestas de aquella época era una práctica común emplear el fagot y el clavecín, si estaban presentes en la orquesta, para reforzar la línea del bajo o bien como continuo, incluso sin notación separada.

## Estructura y análisis
La sinfonía consta de tres movimientos:
- I. Allegro spiritoso, en si bemol mayor 4/4
- II. Andantino grazioso, en mi bemol mayor 2/4
- III. Allegro, en si bemol mayor 3/8

La interpretación de esta obra dura aproximadamente entre 5 y 10 minutos. Es una composición un tanto extravagante, pero de un atractivo inmediato.

### I.Allegro spiritoso
El primer movimiento, Allegro spiritoso, está escrito en la tonalidad de si bemol mayor, en compás de 4/4 (146 compases) y sigue la forma sonata. La apertura arranca con un contundente tema principal basado en una tríada descendente de tónica interpretada en forte por toda la orquesta. Le siguen unas figuras ascendentes con trinos interpretadas en piano por los violines, una figura basada en la tríada de tónica en la viola y el bajo sirve de soporte a la síncopa en forte en los violines. El segundo tema, concebido para cuerdas y oboes, sigue un ritmo lombardo de semicorchea seguida de corchea con puntillo. Su carácter es más recatado y cantabile. La mayor parte del Allegro está tan lleno de fanfarrias y acordes que se dice que su padre Leopold comentó que "no era más que ruido". El movimiento en su conjunto se caracteriza "por una brevedad muy comprimida (...) que lo hace semejante a una introducción barroca de una suite o a de un divertimento", y también por el motivo del bajo sobre trémolo en los violines.

### II.Andantino grazioso
El segundo movimiento, Andantino grazioso, está en mi bemol mayor y en compás de 2/4 (60 compases). El movimiento lento se basa en dos temas, en los que el diálogo entre las cuerdas y los vientos crea efectos coloristas, sobre todo en el segundo tema, más emotivo. Los oboes son sustituidos por flautas traveseras y las cuerdas se colocan sordinas para interpretar una pieza de una elegancia y ternura consumadas. La sustitución de oboes por flautas, la amortiguación de los violines y la conducción del bajo en pizzicato, logran crear una especie de idilio pastoral, típico de algunos movimientos centrales de las sinfonías de óperas italianas. Volker Scherliess habla de una ambientación rococó delicada y tonalmente contenida. La estructura es la siguiente:
- Sección A (cc. 1-8): Introducción del tema principal o estribillo, que se compone de un preludio y un postludio de cuatro compases. Los dos primeros compases del preludio y del postludio se basan en la tríada ascendente de mi bemol mayor, los dos compases siguientes contienen un desplazamiento de semicorcheas descendentes. Las flautas y el primer violín son las voces principales. La sección se repite.
- Sección B (cc. 9-18): Se basa en un motivo con una cuádruple repetición de notas y su continuación, que aparece desplazada entre las cuerdas y, a partir del compás 15, también en diálogo con las flautas.
- Sección A (cc. 19-26): Se repite el estribillo igual.
- Sección B' (cc. 27-44): El motivo de notas repetidas aparece en diferentes formas y colores tonales. La sección concluye con un solo para flautas y trompas.
- Sección A (cc. 45-51): Se repite el estribillo igual.
- Sección C (cc. 52-60): Cierre en forma de coda con alternancia de pasaje ascendente al unísono en forte y respuesta descendente interpretada en piano.

### III.Allegro
El tercer y último movimiento, Allegro, retoma la tonalidad inicial y el compás es 3/8 (132 compases). El Finale es más bien breve y responde a la forma rondó con el típico carácter "Kehraus" que tenían los finales de aquella época. Su atmósfera es animada y danzada. Presenta temas y contrastes propios de la ópera bufa. La estructura es la siguiente:
- Tema principal A (cc. 1-16): se caracteriza por la estructura de dos compases con golpes de acorde seguidos de intervalos descendentes, que se encadenan en una alternancia de forte y piano en efecto eco. Se repite el tema principal.
- Primer episodio B (cc. 17-49): Se trata del primer y único episodio del rondón, que consta de tres motivos estructurados simétricamente:
  - B1: motivo de cuatro compases una figura escalonada y danzada de dos pulsos interpretada en piano.
  - B2: motivo de cuatro compases una figura de escala descendente que desemboca en un trino interpretada en forte, que se repite.
  - B3: motivo de ocho compases basado en una frase descendente de tres notas, repetida con acompañamiento de oboe.
- Tema principal A (cc. 50 y ss): Tras una breve transición, reaparece el tema principal.
- Primer episodio variado B': Se vuelve a escuchar la sección B, ligeramente variada.
- Coda (cc. 107 y ss.): La pieza se cierra con una coda que contiene trémolos, semicorcheas virtuosísticas, así como una variación del tema principal (la estructura de dos compases pasa por una tríada completa en si bemol mayor) en forte unísono. Se repite la sección desde el compás 17 hasta el final.